# Snowornis
Snowornis és un gènere d'ocells de la família dels cotíngids (Cotingidae).

## Taxonomia
Segons la Classificació del Congrés Ornitològic Internacional (versió 14.2, 2024) aquest gènere està format per dues espècies:
- Cotinga cuagrisa (Snowornis subalaris Sclater, PL, 1861)
- Cotinga olivàcia (Snowornis cryptolophus Sclater, PL, Salvin, 1877)